# Bardeh
Bardeh (persiska: برده) är en ort i Iran.   Den ligger i provinsen Khorasan, i den nordöstra delen av landet, 700 km öster om huvudstaden Teheran. Bardeh ligger 1 870 meter över havet och antalet invånare är 266.
Terrängen runt Bardeh är kuperad åt sydväst, men åt nordost är den bergig.Runt Bardeh är det ganska tätbefolkat, med 80 invånare per kvadratkilometer. Närmaste större samhälle är Kharkat, 16,4 km väster om Bardeh. Omgivningarna runt Bardeh är i huvudsak ett öppet busklandskap.